# ウィンザー・ロックス駅
ウィンザー・ロックス駅（英語：Windsor Locks station ）は、アメリカ合衆国コネチカット州ウィンザー・ロックス サウス・メイン・ストリートにある駅。 全米各地を結ぶ旅客鉄道のアムトラックが乗り入れている。

## 概要
ウィンザー・ロックス駅はコンクリートプラットホームとホーム上に待合所がある。町の中心から約1.6キロ南、サウス・メイン・ストリートとコネチカット川の間に位置しており、州間高速道路91号線を利用して簡単にアクセスできる。ニューヘイブン鉄道によって1875年に建設された歴史ある駅舎は1975年に国家歴史登録財に登録された
駅は第二次世界大戦後まで営業していた。1971年には乗降客に対しては閉鎖されたが、破産したニューヘイブン鉄道を吸収したペン・セントラル鉄道（PC）は建物の一部を信号室として使用した。駅を壊す計画は近隣住民が「駅を守る会」を結成して解体を防ごうとしていた。駅は著しく損傷していなかったことを踏まえ、100周年の1975年に国家歴史登録財に登録された。アムトラックが1971年に発足した後、実際の停車位置は南に移設された。ペン・セントラル鉄道が破綻した後、アムトラックは歴史的なウィンザー・ロックス駅舎等を含めた形でニューヘイブン・スプリングフィールド線を引き継いだ。
ウィンザー・ロックス駅は、ニューヘイブン・ハートフォード・スプリングフィールド（NHHS）鉄道プロジェクトのルート上の停車駅である。コネチカット州、マサチューセッツ州、バーモント州、アムトラック、連邦鉄道局の共同事業であるニューヘイブン・ハートフォード・スプリングフィールド（NHHS）鉄道プロジェクトの推定総費用は6億5,000万ドルで、アムトラックのスプリングフィールドラインに沿っている都市に便益がある新しい通勤輸送・都市間輸送を創出することを目的としている。この約100キロの路線は、将来のニューイングランドの高速鉄道輸送計画にも不可欠と考えられている。2016年の初めに、NHHSプロジェクトは、ルートの一部を複線化し、改良するために2009年アメリカ復興・再投資法やその他の連邦資金調達プログラムを通じて、約1億9,100万ドルを受け取った。残りの部分の改善を完了させるために追加の資金が必要となる。コネチカット州は、ニューヘイブン・ハートフォード・スプリングフィールド鉄道線の改善に投資するために州債で最大4億3,500万ドルの使用を承認した。プロジェクトの環境影響の評価は2012年5月に発表され、通勤輸送は2018年初頭に開始される予定である。ウィンザー・ロックスなどの町では、住民が自動車を必要とせずに働いたり、買い物をしたり、住むことを可能にする混在地域の創設を奨励するために、鉄道駅周辺の可能性を検討し始めている。

## 利用可能な鉄道路線／列車
アムトラックの停車する列車は下記の通り。
セントオールバンズとワシントン間の昼行長距離列車バーモンター号…1日1往復停車
スプリングフィールドとワシントン間の昼行長距離列車ノースイースト・リージョナル号…1日1往復停車
スプリングフィールドとニューヘイブン間の昼行短距離列車ニューヘイブン・スプリングフィールド・シャトル号…1日4往復停車（ニューヘイブン・ユニオン駅でノースイースト・リージョナル号に接続する。）

## バス
当駅から乗車できるバスは以下の通り。
路線バス
コネチカット交通 (CT Transit) …905系統 